# Nikolaos Andrikopoulos
Nikolaos Andrikopoulos (in greco Νικόλαος Ανδρικόπουλος?; Atene, 17 aprile 1997) è un triplista e lunghista greco, ha vinto la medaglia d'argento ai campionati europei nel 2023 nel salto triplo.

## Palmarès
| Anno | Manifestazione  | Sede      | Evento       | Risultato      | Prestazione | Note  |
| ---- | --------------- | --------- | ------------ | -------------- | ----------- | ----- |
| 2016 | Mondiali U20    | Bydgoszcz | Salto triplo | Qualificazione | nm          |       |
| 2019 | Europei U23     | Gävle     | Salto triplo | 10º (q)        | 15,63 m     |       |
| 2021 | Europei indoor  | Toruń     | Salto triplo | 13º (q)        | 15,61 m     |       |
| 2022 | Mondiali indoor | Belgrado  | Salto triplo | 12º            | 16,05 m     |       |
| 2022 | Europei         | Monaco    | Salto triplo | 19º (q)        | 15,39 m     |       |
| 2023 | Europei indoor  | Turchia   | Salto triplo | Argento        | 16,58 m     | [ 2 ] |
| 2023 | Mondiali        | Budapest  | Salto triplo | 27º (q)        | 15,77 m     |       |

## Campionati nazionali
- 1 volta campione nazionale greco del salto triplo (2021)

2016
- Argento ai campionati greci (Patrasso), salto triplo - 16,02 m
- Oro ai campionati greci under-20 (Serres), salto triplo - 15,73 m
- Argento ai campionati greci under-23 (Larissa), salto triplo - 15,57 m

2017
- 4º ai campionati greci (Patrasso), salto triplo - 15,88 m

2018
- 8º ai campionati greci indoor (Pireo), salto triplo - 15,20 m
- 5º ai campionati greci (Patrasso), salto triplo - 16,15 m
- Argento ai campionati greci under-23 (Larissa), salto triplo - 16,47 m

2019
- 7º ai campionati greci indoor (Pireo), salto triplo - 15,21 m
- Argento ai campionati greci under-23 (Larissa), salto triplo - 16,20 m
- 4º ai campionati greci (Patrasso), salto triplo - 15,57 m

2020
- Bronzo campionati greci indoor (Pireo), salto triplo - 16,08 m
- 5º ai campionati greci (Patrasso), salto triplo - 15,71 m

2021
- Argento campionati greci indoor (Pireo), salto triplo - 16,39 m
- Oro ai campionati greci (Patrasso), salto triplo - 16,05 m

2022
- Bronzo campionati greci indoor (Pireo), salto triplo - 15,62 m
- Argento ai campionati greci (Patrasso), salto triplo - 15,72 m

2023
- Argento campionati greci indoor (Pireo), salto triplo - 16,27 m

## Altre competizioni internazionali
2014
- 11º ai Trials europei per i Giochi olimpici giovanili ( Baku), salto triplo - 13,99 m (15,34 m  in qualificazione)

2015
- Argento ai campionati balcanici juniores ( Pitesti), salto triplo - 15,36 m

2021
- Argento ai campionati balcanici indoor ( Istanbul), salto triplo - 16,36 m
- Oro ai campionati balcanici ( Smederevo), salto triplo - 16,73 m
- 7º al London Grand Prix ( Gateshead), salto triplo - 16,14 m

2022
- 7º al INIT INDOOR MEETING Karlsruhe ( Karlsruhe), salto triplo - 16,24 m
- 4º al Villa de Madrid ( Madrid), salto triplo - 16,36 m
- Oro ai campionati balcanici ( Craiova), salto triplo - 16,29 m